# Delphacodes macroptera
Delphacodes macroptera är en insektsart som först beskrevs av Costa 1834.  Delphacodes macroptera ingår i släktet Delphacodes och familjen sporrstritar. Inga underarter finns listade i Catalogue of Life.